# Donationware
Donationware ou Donateware é uma forma de distribuição de software em que seu desenvolvedor ou distribuidor pede uma doação em dinheiro ou outros bens para atender ao seus custos de desenvolvimento de software, hospedagem em servidores, testes do software, etc.. É uma variação de shareware.
Ficando subentendido que o software é totalmente funcional e que a contribuição pedida poderá ser feita ou não, dependendo do bom trabalho executado pelo programador e pela sua real utilidade na execução de certas tarefas.
Esse tipo de software não precisa necessariamente estar associado a um software de demonstração.

## Histórico
Red Ryder era o nome de uma conhecida comunicação e a emulação de programa de terminal de um software criado para o Apple Macintosh na década de 1980. Foi um dos primeiros programas donationware a ser distribuído na internet. Foi escrito por Scott Watson, que fundou a Companhia de FreeSoft Beaver Falls, Pennsylvania. Por não gastar dinheiro em publicidade, mas simplesmente oferecer Red Ryder em Bulletin Board Systems (BBSs), Watson foi autorizado a comercializar e distribuir aquilo que se tornou o número um programa para o Mac comunicações. Ele não vendêu em qualquer loja. 
Ele perguntou de todos aqueles que baixaram o programa em seu computador era de que eles possam enviar-lhe $ 40. Ele mais tarde disse: "Eu levei vantagem de um problema: pirataria. Muitos usuários programa-lhes copiado gratuitamente. Parti do princípio de que, se me é oferecido gratuitamente alguma coisa, e pediu que as pessoas que gostavam de pagar, que algumas pessoas teriam; que talvez eu obter uma maior percentagem do que as pessoas que vendem software. " Este novo tipo de "a aprovação" vendendo funcionou bem e não houve necessidade de follow-up. 
O custo era uma fração disponível de software competitivo. Muitas vezes as pessoas que encontraram o software útil enviados em cheques. Cada BBS enviou o programa on-line gratuito a quem quer que seja. Qualquer pessoa que gostava Red Ryder poderá copiá-lo para os amigos e passou a palavra aos outros, então que comecei a partir de Red Ryder bulletin board seus sistemas. Macintosh revistas altamente cotados Red Ryder. Scott rejeitou ambas as ordens de computador lojas e distribuidores e concentrados em desenvolvimento. Muitos novos painéis de mensagens decorreu sua oferta.